# Джек Бруксбенк
Джек Крістофер Стемп Бруксбенк (англ. Jack Christopher Stamp Brooksbank, нар. 3 травня 1986 року, Лондон, Велика Британія) — член британської королівської родини, бізнесмен. Він є чоловіком принцеси Євгенії, племінниці короля Карла III, а також зятем Ендрю, герцога Йоркського та Сари Фергюсон.

## Ранні роки та кар'єра
Народився 3 травня 1986 року в лікарні Святого Томаса в Ламбеті, Лондон.
Джек — старший син Джорджа Едварда Г'ю Бруксбенка (1949—2021), директора компанії та дипломованого бухгалтера і його дружини Ніколи (при народженні Ньютон; нар. в 1953 році), яка є правнучкою сера Артура Голланда (1843—1928) і сера Фредеріка Чарльтона Мейріка, 2-го баронета.
Бруксбенк здобув освіту в школі Стоу в Бакінгемширі. Навчався в Бристольському університеті, однак покинув навчання, не отримавши ступеня.
Джек працював барменом, а потім став генеральним менеджером «Mahiki», нічного клубу в Мейфері, який часто відвідували двоюрідні брати його дружини принц Вільям і принц Гаррі в юності. Пізніше він працював амбасадором бренду для текіли «Casamigos».
Мав власний бізнес з оптової торгівлі вином.
У 2022 році він почав працювати в сфері маркетингу, продаж та просування компанії Майкла Мелдмана «Discovery Land» в Португалії.

## Одруження
У 2011 році Бруксбенк почав зустрічатися з принцесою Євгенією Йоркською, молодшою донькою принца Ендрю, герцога Йоркського, і Сари Фергюсон. Вони познайомилися в 2010 році, коли Бруксбенку було 24 роки, а принцесі Євгенії — 20
.
22 січня 2018 року офіс герцога Йоркського в Букінгемському палаці оголосив про їхні заручини.
У квітні 2018 року пара переїхала зі своєї резиденції в Сент-Джеймському палаці до котеджу Айві на території Кенсінгтонського палацу. Їхнє весілля відбулося 12 жовтня 2018 року в каплиці Святого Георгія, Віндзор.
Перший син пари, Оґест Філіп Гоук Бруксбенк, народився 9 лютого 2021 року в Портлендській лікарні в Лондоні. На момент народження хлопчик був одинадцятим у черзі на успадкування британського престолу.
Оґеста охрестили 21 листопада 2021 року в Королівській каплиці Всіх Святих під час приватної церемонії, на якій була присутня королева Єлизавета II.
Другий син пари, Ернест Джордж Ронні Бруксбенк, народився 30 травня 2023 року.